# Първо послание на свети апостол Павла до коринтяни
Първото послание на свети апостол Павел до коринтяните (на гръцки: Η πρώτη (Α΄) επιστολή του Παύλου προς Κορίνθιους) е написано в Ефес (16:8) вероятно през пролетта на 57 г., (което може да се заключи от споменаването (5:7 – 8) на Пасха), преди Павел да замине за Коринт (16:8) след Петдесетница.

## Апостол Павел в Коринт
Апостол Павел прекарва осемнадесет месеца в Коринт, в периода от 50 до 52 г., по време на своето второ мисионерско пътуване, и проповядва там евангелието (Деяния, 18:1 – 8). Предполага се, че населението на Коринт по онова време е наброявало около 500 хил. жители, от които две трети били роби. През 146 пр.н.е. градът бил разрушен, а сто години по-късно Цезар нарежда да се обнови. Поради удобното си географско положение и двете пристанища на две морета, обновеният град процъфтява и забогатява: на егейския бряг, в Сароническия залив се намирало пристанището Кенхрея, а от северната страна, в Коринтския залив – Лехея. Коринт бил космополитен град, за него било характерно твърде смесено население, резултат от контактите между различни раси и религии. Коринт бил известен и с охолен и разпуснат живот (откъдето дошъл и изразът „живея по коринтянски“) и с големи контрасти между живота на богатите и на бедните. Градът, освен това, е бил както интелектуален център, където са се срещали представители на всички философски течения от онова време, така и религиозен център, където източните мистични религиозни течения били твърде популярни.

## Християнската общност в Коринт
Градът се характеризира и с християнската общност, основана от Павел, след изнесените от него проповеди. В Деяния на апостолите (18:1 – 18) подробно се говори за началото на християнската общност (църква) в Коринт. Павел пристига в Коринт по време на второто си мисионерско пътуване. След неуспеха в Атина (Деяния, 17:15 и сл.), в Коринт Павел постига успех (Деяния, 18:1 и сл.) и остава там 18 месеца. Християнската общност в Коринт включва покръстени езичници (12:2) и няколко покръстени евреи (7:18). Членове на тази общност били както богати, така и бедни (11:21 – 22), като богатите всъщност били малко на брой (1:16), а мнозинството били бедни хора, предимно роби (7:21), т.е. хора, отхвърлени от обществото („долните и презрените“, 1:28).
Християнската общност в Коринт била жизнена и посветена на Исус Христос (1:2), но и изложена на неблагоприятни външни влияния: разпуснат морал (6:12 – 20), свади, пререкания и вътрешни борби (1:11 – 12; 6:1 – 11), увличане по „светската мъдрост“, която тихомълком се промъква в общността (1:19 – 2:10) и пречи за възприемане на основните християнски истини – Евангелието (глава 15), както и чара на мистичните религиозни течения, които се опитват да се наложат на християнските събирания (14:16 – 38).
Първото послание на апостол Павел до Коринтяните е много важно за опознаване на ранното християнство, защото разглежда всекидневния живот на общността в Коринт и дава информация както за трудностите, с които се сблъскват християните при допира с културата на „езичниците“, така и за средствата, които е използвал при преодоляване на тези трудности.
След заминаването си Павел остава във връзка с общността, която основава. От Първото послание до Коринтяните (5:9 – 13) се разбира, че и преди това им е изпращал писмо. От Деянията на апостолите (18:24 – 28) се узнава, че коринтската общност получава способен проповедник в лицето на Аполос, роден в Александрия, посветен в християнството. Той е добър оратор, който добре познава Светото писание. Прискила и Акила в Ефес окончателно го спечелват за християнството и му дават препоръчително писмо, когато заминава за Коринт. След пристигането си там, Аполос е от голяма полза за общността, „защото силно опровергаваше юдеите публично, като доказваше от Писанието, че Исус е Месия“ (Деяния, 18:27 – 28).

## Повод за написване на посланието
Поводът за написване на Първото послание до коринтяните е съвсем конкретен: в коринтската общност възникват различни фракции (1:12), които се позовават на един или друг апостол. Павел в посланието си противопоставя разцеплението и „мъдростта на думите“ на „Божията мъдрост“ и „словото на кръста“ (1:10 – 31), човешката мъдрост на божията: „Защото Божието глупаво е по-мъдро от хората и Божията немощ – по-силна от хората“ (1:25).
Апостол Павел научава за разногласията и раздора в общността на християните в Коринт, когато при третото си пътуване се спира в Ефес (Деяния, 19). За това го информират първо Аполос, а след това „Хлоините домашни“ (1:11). Освен тази информация, Павел научава и други обезпокоителни новини от писмо на коринтяните до него, свързани с начина им на живот (например, 5:1) и ценностната им система. Затова в своето послание Павел дава съвети на коринтяните по въпросите за сексуалните отношения и брака (глава 7), за яденето на идоложертвено месо (глава 8), както и за духовните дарби (глава 12).
Апостол Павел се стреми чрез посланието си да установи мир и съгласие в общността, както и да реши многобройните проблеми, които възникват във всекидневието на общността на християните в Коринт.

## Сблъсък на различни култури
Въпросите, които апостол Павел разглежда в това послание, са възникнали от основните задачи, които стоят пред църквата, и са свързани с мисионерската му дейност. Те засягат предимно различията в културите и проповядването на християнството в различна културна среда. В този случай става въпрос за пренасяне на юдейския свят в гръцкия начин на мислене, изграден от съвсем различни компоненти.
В глава 15 ясно се говори как „благовестието“ на християнството се сблъсква с тогавашния начин на мислене на гърците: възкресението на мъртвите не се възприема от тях (15:12). Затова Павел не се опитва философски да доказва възкресението на Христос, а казва: „Ако няма възкресение на мъртвите, тогава и Христос не е бил възкресен“ (15:13) или „Защото, ако мъртвите не се възкресяват, тогава и Христос не е бил възкресен“ (15:16), откъдето следва заключението: „а ако Христос не е бил възкресен, вашата вяра е суетна; вие сте още в греховете си“ (15:17), „но сега Христос е възкресен от мъртвите и стана първият плод от починалите“ (15:20).

## Основни теми в посланието
В това послание по-ясно от останалите може да се откроят отделните теми:
- в глави 1 – 4 се разглежда единството на християнската общност (църква) и се разработват основните теми на християнската проповед;
- в глави 5 – 7 се обсъжда морала в половите отношения и брака;
- в глава 8 са дадени основните насоки за християнската свобода на съвестта;
- в глава 9 се обосновават задълженията и правата на проповедника на Евангелието;
- в глави 10 – 11 се говори за почитането и възхваляването на Господ;
- в глави 12 и 14 се обсъждат духовните дарби и службата в църквата;
- в глава 15, която от религиозна гледна точка е най-важна, се говори за възкресението на Исус Христос;
- кулминацията на посланието е в глава 13, известна като „Химн на любовта“.

### Химн на любовта
Първо послание на свети апостол Павел до Коринтяните, глава 13:
1. „Да говоря всички езици човешки и дори ангелски, щом любов нямам, ще бъда мед, що звънти, или кимвал, що звека.
2. Да имам пророчески дар и да зная всички тайни, да имам пълно знание за всички неща и такава силна вяра, че да мога и планини да преместям, – щом любов нямам, нищо не съм.
3. И да раздам всичкия си имот, да предам и тялото си на изгаряне, – щом любов нямам, нищо ме не ползува.
4. Любовта е дълготърпелива, пълна с благост, любовта не завижда, любовта се не превъзнася, не се гордее,
5. не безчинствува, не дири своето, не се сърди, зло не мисли,
6. на неправда се не радва, а се радва на истина;
7. всичко извинява, на всичко вярва, на всичко се надява, всичко претърпява.
8. Любовта никога не отпада, а другите дарби, ако са пророчества, ще престанат, ако са езици, ще замлъкнат, ако са знание, ще изчезнат
9. Защото донейде знаем и донейде пророчествуваме;
10. но, кога дойде съвършеното знание, тогава това „донейде“ ще изчезне.
11. Когато бях младенец, като младенец говорех, като младенец мислех и като младенец разсъждавах; а като станах мъж, оставих младенческото.
12. Сега виждаме смътно като през огледало, а тогава – лице с лице; сега зная донейде, а тогава ще позная, както и бидох познат.
13. А сега остават тия три: вяра, надежда, любов; но по-голяма от тях е любовта.“